# Fiormuschiato
Fiormuschiato è un romanzo di Brian Jacques uscito in inghilterra la prima volta nel 1988. La prima edizione in lingua italiana è del 1997 a cura di Arnoldo Mondadori Editore, e conserva anche le originali illustrazioni di Gary Chalk. Il romanzo, scritto successivamente a Redwall, è tuttavia un "prequel" che ci narra le avventure del topo guerriero Martino prima ancora che venisse eretta la famosa abbazia.

## Trama
Gli abitanti del bosco di Fiormuschiato, sono oppressi dalla tirannia di una stirpe di gatti selvatici, rappresentata dalla crudele Zarmina, regina senza scrupoli ed assetata di potere. Capita per caso a Fiormuschiato in quel periodo un giovane topo girovago, che si unirà ai ribelli del posto e, grazie alle sue impareggiabili doti di guerriero, e grazie ad una straordinaria spada forgiata apposta per lui dal signore della lontana rocca di Salamandastron, riuscirà a far cadere l'oppressione ed a far trionfare la fratellanza tra le creature viventi. Sulle rovine di quella che un tempo fu la rocca dei malvagi signori, verrà eretta un'abbazia, tra le cui mura chiunque ne avesse bisogno potrà trovare rifugio e protezione.